# Agorismus
Agorismus je politická filosofie založená Samuelem Edwardem Konkinem III a tržně anarchistická strategie k dosažení svobodné společnosti. Principy vysvětlil ve svém díle Nový libertariánský manifest. K pilířům patří kontraekonomika (podpora aktivní účast na šedé ekonomice a černém trhu, používání alternativních nestátních měn) a vytváření na státu nezávislých komunit. Na konci této strategie stojí tak silné paralelní instituce, že dokážou stát nejen ignorovat, ale přímo prohlásit ilegálním.